# نخست‌وزیر استرالیا
نخست‌وزیر استرالیا بالاترین مقام حکومتی در کشور استرالیا است. هم‌اکنون آنتونی آلبانیزی از حزب کارگر به عنوان نخست‌وزیر استرالیا فعالیت می‌کند.

## فهرست نخست‌وزیران
احزاب
      حزب کارگر استرالیا
      حزب لیبرال استرالیا
      حزب کشور استرالیا
      حزب ناسیونالیست استرالیا

      حزب استرالیای متحد
      حزب لیبرال مشترک‌المنافع
      حزب ملی کارگر
      حزب تجارت آزاد
      حزب محافظت‌گرایان
| ردیف | نام (زاده-درگذشته)        | تصویر       | حزب                             | دوره تصدی       | دوره تصدی       | حوزه انتخابی | پیروزی در انتخابات             | کابینه       | منبع   |
| ---- | ------------------------- | ----------- | ------------------------------- | --------------- | --------------- | --- | ------------------------------ | ------------ | ------ |
| ۱    | ادموند بارتون (۱۸۴۹–۱۹۲۰) |             | محافظت‌گرایان                    | 1 ژانویه ۱۹۰۱   | ۲۴ سپتامبر ۱۹۰۳ | Hunter، نیو ساوت ولز، 1901–1903 (استعفا داد) | ۱۹۰۱                           | Barton       | [ ۲ ]  |
| ۲    | آلفرد دیکین (۱۸۵۶–۱۹۱۹)   |             | محافظت‌گرایان                    | ۲۴ سپتامبر ۱۹۰۳ | ۲۷ آوریل ۱۹۰۴   | Ballaarat، ویکتوریا، 1901–1913 (بازنشسته شد) | ۱۹۰۳                           | 1st Deakin   | [ ۳ ]  |
| ۳    | کریس واتسون (۱۸۶۷–۱۹۴۱)   |             | حزب کارگر استرالیا              | ۲۷ آوریل ۱۹۰۴   | ۱۸ اوت ۱۹۰۴     | Bland، نیو ساوت ولز، 1901–1906 South Sydney، نیو ساوت ولز، 1906–1910 (بازنشسته شد)                                                               | —                              | Watson       | [ ۴ ]  |
| ۴    | George Reid (۱۸۴۵–۱۹۱۸)   |             | تجارت آزاد                      | ۱۸ اوت ۱۹۰۴     | ۵ ژوئیه ۱۹۰۵    | East Sydney، نیو ساوت ولز، 1901–1909 (استعفا داد)                                                                                                | —                              | Reid         | [ ۵ ]  |
| (۲)  | آلفرد دیکین (۱۸۵۶–۱۹۱۹)   |             | محافظت‌گرایان                    | ۵ ژوئیه ۱۹۰۵    | ۱۳ نوامبر ۱۹۰۸  | Ballaarat، ویکتوریا، 1901–1913 (بازنشسته شد) | —                              | 2nd Deakin   |        |
| (۲)  | آلفرد دیکین (۱۸۵۶–۱۹۱۹)   | ۱۹۰۶        | محافظت‌گرایان                    | ۵ ژوئیه ۱۹۰۵    | ۱۳ نوامبر ۱۹۰۸  | Ballaarat، ویکتوریا، 1901–1913 (بازنشسته شد) | 3rd Deakin                     |              |        |
| ۵    | اندرو فیشر (۱۸۶۲–۱۹۸)     |             | حزب کارگر استرالیا              | ۱۳ نوامبر ۱۹۰۸  | ۲ ژوئن ۱۹۰۹     | Wide Bay، کوئینزلند، 1901–1915 (استعفا داد) | —                              | 1st Fisher   | [ ۶ ]  |
| (۲)  | آلفرد دیکین (۱۸۵۶–۱۹۱۹)   |             | لیبرال مشترک‌المنافع             | ۲ ژوئن ۱۹۰۹     | ۲۹ آوریل ۱۹۱۰   | Ballaarat، ویکتوریا، 1901–1913 (بازنشسته شد) | —                              | 4th Deakin   |        |
| (۵)  | اندرو فیشر (۱۸۶۲–۱۹۲۸)    |             | حزب کارگر استرالیا              | ۲۹ آوریل ۱۹۱۰   | ۲۴ ژوئن ۱۹۱۳    | Wide Bay، کوئینزلند، 1901–1915 (استعفا داد) | ۱۹۱۰                           | 2nd Fisher   |        |
| ۶    | جوزف کوک (۱۸۶۰–۱۹۴۷)      |             | لیبرال مشترک‌المنافع             | ۲۴ ژوئن ۱۹۱۳    | ۱۷ سپتامبر ۱۹۱۴ | Parramatta، نیو ساوت ولز، 1901–1921 (استعفا داد)                                                                                                 | ۱۹۱۳                           | Cook         | [ ۷ ]  |
| (۵)  | اندرو فیشر (۱۸۶۲–۱۹۲۸)    |             | حزب کارگر استرالیا              | ۱۷ سپتامبر ۱۹۱۴ | ۲۷ اکتبر ۱۹۱۵   | Wide Bay، کوئینزلند، 1901–1915 (استعفا داد) | ۱۹۱۴                           | 3rd Fisher   |        |
|      | بیلی هیوز (۱۸۶۲–۱۹۵۲)     |             | حزب کارگر استرالیا              | ۲۷ اکتبر ۱۹۱۵   | ۱۴ نوامبر ۱۹۱۶  | West Sydney، نیو ساوت ولز، 1901–1917 Bendigo، ویکتوریا، 1917–1922 North Sydney، نیو ساوت ولز، 1922–1949 Bradfield، نیو ساوت ولز، 1949–1952 (مرگ) | —                              | 1st Hughes   | [ ۸ ]  |
| ۷    | بیلی هیوز (۱۸۶۲–۱۹۵۲)     | کارگر ملی   | ۱۴ نوامبر ۱۹۱۶                  | ۱۷ فوریه ۱۹۱۷   | —               | West Sydney، نیو ساوت ولز، 1901–1917 Bendigo، ویکتوریا، 1917–1922 North Sydney، نیو ساوت ولز، 1922–1949 Bradfield، نیو ساوت ولز، 1949–1952 (مرگ) | 2nd Hughes                     |              | [ ۸ ]  |
|      | بیلی هیوز (۱۸۶۲–۱۹۵۲)     | ناسیونالیست | ۱۷ فوریه ۱۹۱۷                   | ۹ فوریه ۱۹۲۳    | —               | West Sydney، نیو ساوت ولز، 1901–1917 Bendigo، ویکتوریا، 1917–1922 North Sydney، نیو ساوت ولز، 1922–1949 Bradfield، نیو ساوت ولز، 1949–1952 (مرگ) | 3rd Hughes                     |              | [ ۸ ]  |
| ۱۹۱۷ | بیلی هیوز (۱۸۶۲–۱۹۵۲)     | ناسیونالیست | ۱۷ فوریه ۱۹۱۷                   | ۹ فوریه ۱۹۲۳    | 4th Hughes      | West Sydney، نیو ساوت ولز، 1901–1917 Bendigo، ویکتوریا، 1917–1922 North Sydney، نیو ساوت ولز، 1922–1949 Bradfield، نیو ساوت ولز، 1949–1952 (مرگ) |                                |              | [ ۸ ]  |
| ۱۹۱۹ | بیلی هیوز (۱۸۶۲–۱۹۵۲)     | ناسیونالیست | ۱۷ فوریه ۱۹۱۷                   | ۹ فوریه ۱۹۲۳    | 5th Hughes      | West Sydney، نیو ساوت ولز، 1901–1917 Bendigo، ویکتوریا، 1917–1922 North Sydney، نیو ساوت ولز، 1922–1949 Bradfield، نیو ساوت ولز، 1949–1952 (مرگ) |                                |              | [ ۸ ]  |
| ۸    | استنلی بروس (۱۸۸۳–۱۹۶۷)   |             | ناسیونالیست (Coalition)         | ۹ فوریه ۱۹۲۳    | ۲۲ اکتبر ۱۹۲۹   | Flinders، ویکتوریا، 1918–1929 (شکست خورد) ; 1931–1933 (استعفا داد)                                                                               | ۱۹۲۲                           | 1st Bruce    | [ ۹ ]  |
| ۸    | استنلی بروس (۱۸۸۳–۱۹۶۷)   | ۱۹۲۵        | ناسیونالیست (Coalition)         | ۹ فوریه ۱۹۲۳    | ۲۲ اکتبر ۱۹۲۹   | Flinders، ویکتوریا، 1918–1929 (شکست خورد) ; 1931–1933 (استعفا داد)                                                                               | 2nd Bruce                      |              | [ ۹ ]  |
| ۸    | استنلی بروس (۱۸۸۳–۱۹۶۷)   | ۱۹۲۸        | ناسیونالیست (Coalition)         | ۹ فوریه ۱۹۲۳    | ۲۲ اکتبر ۱۹۲۹   | Flinders، ویکتوریا، 1918–1929 (شکست خورد) ; 1931–1933 (استعفا داد)                                                                               | 3rd Bruce                      |              | [ ۹ ]  |
| ۹    | جیمز اسکولین (۱۸۷۶–۱۹۵۳)  |             | حزب کارگر استرالیا              | ۲۲ اکتبر ۱۹۲۹   | ۶ ژانویه ۱۹۳۲   | Corangamite، ویکتوریا، 1910–1913 (شکست خورد) Yarra، ویکتوریا، 1922–1949 (بازنشسته شد)                                                            | ۱۹۲۹                           | Scullin      | [ ۱۰ ] |
| ۱۰   | جوزف لیونز (۱۸۹۷–۱۹۳۹)    |             | استرالیای متحد (Coalition)      | ۶ ژانویه ۱۹۳۲   | ۷ آوریل ۱۹۳۹†   | Wilmot، تاسمانی، 1929–1939 (مرگ) | ۱۹۳۱                           | 1st Lyons    | [ ۱۱ ] |
| ۱۰   | جوزف لیونز (۱۸۹۷–۱۹۳۹)    | ۱۹۳۴        | استرالیای متحد (Coalition)      | ۶ ژانویه ۱۹۳۲   | ۷ آوریل ۱۹۳۹†   | Wilmot، تاسمانی، 1929–1939 (مرگ) | 2nd Lyons                      |              | [ ۱۱ ] |
| ۱۰   | جوزف لیونز (۱۸۹۷–۱۹۳۹)    | —           | استرالیای متحد (Coalition)      | ۶ ژانویه ۱۹۳۲   | ۷ آوریل ۱۹۳۹†   | Wilmot، تاسمانی، 1929–1939 (مرگ) | 3rd Lyons                      |              | [ ۱۱ ] |
| ۱۰   | جوزف لیونز (۱۸۹۷–۱۹۳۹)    | ۱۹۳۷        | استرالیای متحد (Coalition)      | ۶ ژانویه ۱۹۳۲   | ۷ آوریل ۱۹۳۹†   | Wilmot، تاسمانی، 1929–1939 (مرگ) | 4th Lyons                      |              | [ ۱۱ ] |
| ۱۱   | ایرل پیج (۱۸۸۰–۱۹۶۱)      |             | کشور (Coalition)                | ۷ آوریل ۱۹۳۹    | ۲۶ آوریل۱۹۳۹    | Cowper، نیو ساوت ولز 1919–1961 (شکست خورد) | —                              | Page         | [ ۱۲ ] |
| ۱۲   | رابرت منزیس (۱۸۹۴–۱۹۷۸)   |             | استرالیای متحد (Coalition)      | ۲۶ آوریل ۱۹۳۹   | ۲۸ اوت ۱۹۴۱     | Kooyong، ویکتوریا، 1934–1966 (استعفا داد) | —                              | 1st Menzies  | [ ۱۳ ] |
| ۱۲   | رابرت منزیس (۱۸۹۴–۱۹۷۸)   | 2nd Menzies | استرالیای متحد (Coalition)      | ۲۶ آوریل ۱۹۳۹   | ۲۸ اوت ۱۹۴۱     | Kooyong، ویکتوریا، 1934–1966 (استعفا داد) | —                              |              | [ ۱۳ ] |
| ۱۲   | رابرت منزیس (۱۸۹۴–۱۹۷۸)   | ۱۹۴۰        | استرالیای متحد (Coalition)      | ۲۶ آوریل ۱۹۳۹   | ۲۸ اوت ۱۹۴۱     | Kooyong، ویکتوریا، 1934–1966 (استعفا داد) | 3rd Menzies                    |              | [ ۱۳ ] |
| ۱۳   | آرتور فادن (۱۸۹۴–۱۹۷۳)    |             | کشور (Coalition)                | ۲۸ اوت ۱۹۴۱     | ۷ اکتبر ۱۹۴۱    | Darling Downs، کوئینزلند 1936–1949 McPherson، کوئینزلند 1949–1958 (بازنشسته شد)                                                                  | —                              | Fadden       | [ ۱۴ ] |
| ۱۴   | جون کارتین (۱۸۸۵–۱۹۴۵)    |             | حزب کارگر استرالیا              | ۷ اکتبر ۱۹۴۱    | ۶ ژوئیه ۱۹۴۵†   | Fremantle، استرالیای غربی، 1928–1931 (شکست خورد) ; 1934–1945 (مرگ)                                                                               | —                              | 1st Curtin   |        |
| ۱۴   | جون کارتین (۱۸۸۵–۱۹۴۵)    | ۱۹۴۳        | حزب کارگر استرالیا              | ۷ اکتبر ۱۹۴۱    | ۶ ژوئیه ۱۹۴۵†   | Fremantle، استرالیای غربی، 1928–1931 (شکست خورد) ; 1934–1945 (مرگ)                                                                               | 2nd Curtin                     |              |        |
| ۱۵   | فرانک فورده (۱۸۹۰–۱۹۸۳)   |             | حزب کارگر استرالیا              | ۶ ژوئیه ۱۹۴۵    | ۱۳ ژوئیه۱۹۴۵    | Capricornia، کوئینزلند، 1922–1946 (شکست خورد) | —                              | Forde        |        |
| ۱۶   | بن چیفلی (۱۸۸۵–۱۹۵۱)      |             | حزب کارگر استرالیا              | ۱۳ ژوئیه ۱۹۴۵   | ۱۹ دسامبر ۱۹۴۹  | Macquarie، نیو ساوت ولز، 1928–1931 (شکست خورد) ; 1940–1951 (مرگ)                                                                                 | —                              | 1st Chifley  |        |
| ۱۶   | بن چیفلی (۱۸۸۵–۱۹۵۱)      | ۱۹۴۶        | حزب کارگر استرالیا              | ۱۳ ژوئیه ۱۹۴۵   | ۱۹ دسامبر ۱۹۴۹  | Macquarie، نیو ساوت ولز، 1928–1931 (شکست خورد) ; 1940–1951 (مرگ)                                                                                 | 2nd Chifley                    |              |        |
| (۱۲) | رابرت منزیس (۱۸۹۴–۱۹۷۸)   |             | حزب لیبرال استرالیا (Coalition) | ۱۹ دسامبر ۱۹۴۹  | ۲۶ ژانویه ۱۹۶۶  | Kooyong، ویکتوریا، 1934–1966 (استعفا داد) | ۱۹۴۹                           | 4th Menzies  |        |
| (۱۲) | رابرت منزیس (۱۸۹۴–۱۹۷۸)   | ۱۹۵۱        | حزب لیبرال استرالیا (Coalition) | ۱۹ دسامبر ۱۹۴۹  | ۲۶ ژانویه ۱۹۶۶  | Kooyong، ویکتوریا، 1934–1966 (استعفا داد) | 5th Menzies                    |              |        |
| (۱۲) | رابرت منزیس (۱۸۹۴–۱۹۷۸)   | ۱۹۵۴        | حزب لیبرال استرالیا (Coalition) | ۱۹ دسامبر ۱۹۴۹  | ۲۶ ژانویه ۱۹۶۶  | Kooyong، ویکتوریا، 1934–1966 (استعفا داد) | 6th Menzies                    |              |        |
| (۱۲) | رابرت منزیس (۱۸۹۴–۱۹۷۸)   | ۱۹۵۵        | حزب لیبرال استرالیا (Coalition) | ۱۹ دسامبر ۱۹۴۹  | ۲۶ ژانویه ۱۹۶۶  | Kooyong، ویکتوریا، 1934–1966 (استعفا داد) | 7th Menzies                    |              |        |
| (۱۲) | رابرت منزیس (۱۸۹۴–۱۹۷۸)   | ۱۹۵۸        | حزب لیبرال استرالیا (Coalition) | ۱۹ دسامبر ۱۹۴۹  | ۲۶ ژانویه ۱۹۶۶  | Kooyong، ویکتوریا، 1934–1966 (استعفا داد) | 8th Menzies                    |              |        |
| (۱۲) | رابرت منزیس (۱۸۹۴–۱۹۷۸)   | ۱۹۶۱        | حزب لیبرال استرالیا (Coalition) | ۱۹ دسامبر ۱۹۴۹  | ۲۶ ژانویه ۱۹۶۶  | Kooyong، ویکتوریا، 1934–1966 (استعفا داد) | 9th Menzies                    |              |        |
| (۱۲) | رابرت منزیس (۱۸۹۴–۱۹۷۸)   | ۱۹۶۳        | حزب لیبرال استرالیا (Coalition) | ۱۹ دسامبر ۱۹۴۹  | ۲۶ ژانویه ۱۹۶۶  | Kooyong، ویکتوریا، 1934–1966 (استعفا داد) | 10th Menzies                   |              |        |
| ۱۷   | هارولد هولت (۱۹۰۸–۱۹۶۷)   |             | حزب لیبرال استرالیا (Coalition) | ۲۶ ژانویه ۱۹۶۶  | ۱۹ دسامبر ۱۹۶۷† | Fawkner، ویکتوریا، 1935–1949 Higgins، ویکتوریا، 1949–1967 (ناپدید شد)                                                                            | —                              | 1st Holt     |        |
| ۱۷   | هارولد هولت (۱۹۰۸–۱۹۶۷)   | ۱۹۶۶        | حزب لیبرال استرالیا (Coalition) | ۲۶ ژانویه ۱۹۶۶  | ۱۹ دسامبر ۱۹۶۷† | Fawkner، ویکتوریا، 1935–1949 Higgins، ویکتوریا، 1949–1967 (ناپدید شد)                                                                            | 2nd Holt                       |              |        |
| ۱۸   | جان مک‌ایون (۱۹۰۰–۱۹۸۰)    |             | کشور (Coalition)                | ۱۹ دسامبر ۱۹۶۷  | ۱۰ ژانویه ۱۹۶۸  | Echuca، ویکتوریا، 1934–1937 Indi، ویکتوریا، 1937–1949 Murray، ویکتوریا، 1949–1971 (استعفا داد)                                                   | —                              | McEwen       |        |
| ۱۹   | جان گورتون (۱۹۱۱–۲۰۰۲)    |             | حزب لیبرال استرالیا (Coalition) | ۱۰ ژانویه ۱۹۶۸  | ۱۰ مارس ۱۹۷۱    | Senator 1950–1968 (استعفا داد) MP for Higgins، ویکتوریا، 1968–1975 (بازنشسته شد)                                                                 | —                              | 1st Gorton   |        |
| ۱۹   | جان گورتون (۱۹۱۱–۲۰۰۲)    | ۱۹۶۹        | حزب لیبرال استرالیا (Coalition) | ۱۰ ژانویه ۱۹۶۸  | ۱۰ مارس ۱۹۷۱    | Senator 1950–1968 (استعفا داد) MP for Higgins، ویکتوریا، 1968–1975 (بازنشسته شد)                                                                 | 2nd Gorton                     |              |        |
| ۲۰   | ویلیام مک‌مان (۱۹۰۸–۱۹۸۸)  |             | حزب لیبرال استرالیا (Coalition) | ۱۰ مارس ۱۹۷۱    | ۵ دسامبر ۱۹۷۲   | Lowe، نیو ساوت ولز، 1949–1982 (استعفا داد) | —                              | McMahon      |        |
| ۲۱   | گاف ویتلم (۱۹۱۶–۲۰۱۴)     |             | حزب کارگر استرالیا              | ۵ دسامبر ۱۹۷۲   | ۱۱ نوامبر ۱۹۷۵  | Werriwa، نیو ساوت ولز، 1952–1978 (استعفا داد) | ۱۹۷۲                           | 1st Whitlam  |        |
| ۲۱   | گاف ویتلم (۱۹۱۶–۲۰۱۴)     | —           | حزب کارگر استرالیا              | ۵ دسامبر ۱۹۷۲   | ۱۱ نوامبر ۱۹۷۵  | Werriwa، نیو ساوت ولز، 1952–1978 (استعفا داد) | 2nd Whitlam                    |              |        |
| ۲۱   | گاف ویتلم (۱۹۱۶–۲۰۱۴)     | ۱۹۷۴        | حزب کارگر استرالیا              | ۵ دسامبر ۱۹۷۲   | ۱۱ نوامبر ۱۹۷۵  | Werriwa، نیو ساوت ولز، 1952–1978 (استعفا داد) | 3rd Whitlam                    |              |        |
| ۲۲   | مالکوم فریزر (۱۹۳۰–۲۰۱۵)  |             | حزب لیبرال استرالیا (Coalition) | ۱۱ نوامبر ۱۹۷۵  | ۱۱ مارس ۱۹۸۳    | Wannon، ویکتوریا، 1955–1983 (استعفا داد) | —                              | 1st Fraser   |        |
| ۲۲   | مالکوم فریزر (۱۹۳۰–۲۰۱۵)  | ۱۹۷۵        | حزب لیبرال استرالیا (Coalition) | ۱۱ نوامبر ۱۹۷۵  | ۱۱ مارس ۱۹۸۳    | Wannon، ویکتوریا، 1955–1983 (استعفا داد) | 2nd Fraser                     |              |        |
| ۲۲   | مالکوم فریزر (۱۹۳۰–۲۰۱۵)  | ۱۹۷۷        | حزب لیبرال استرالیا (Coalition) | ۱۱ نوامبر ۱۹۷۵  | ۱۱ مارس ۱۹۸۳    | Wannon، ویکتوریا، 1955–1983 (استعفا داد) | 3rd Fraser                     |              |        |
| ۲۲   | مالکوم فریزر (۱۹۳۰–۲۰۱۵)  | ۱۹۸۰        | حزب لیبرال استرالیا (Coalition) | ۱۱ نوامبر ۱۹۷۵  | ۱۱ مارس ۱۹۸۳    | Wannon، ویکتوریا، 1955–1983 (استعفا داد) | 4th Fraser                     |              |        |
| ۲۳   | باب هاوک (۱۹۲۹–)          |             | حزب کارگر استرالیا              | ۱۱ مارس ۱۹۸۳    | ۲۰ دسامبر ۱۹۹۱  | Wills، ویکتوریا، 1980–1992 (استعفا داد) | ۱۹۸۳                           | 1st Hawke    |        |
| ۲۳   | باب هاوک (۱۹۲۹–)          | ۱۹۸۴        | حزب کارگر استرالیا              | ۱۱ مارس ۱۹۸۳    | ۲۰ دسامبر ۱۹۹۱  | Wills، ویکتوریا، 1980–1992 (استعفا داد) | 2nd Hawke                      |              |        |
| ۲۳   | باب هاوک (۱۹۲۹–)          | ۱۹۸۷        | حزب کارگر استرالیا              | ۱۱ مارس ۱۹۸۳    | ۲۰ دسامبر ۱۹۹۱  | Wills، ویکتوریا، 1980–1992 (استعفا داد) | 3rd Hawke                      |              |        |
| ۲۳   | باب هاوک (۱۹۲۹–)          | ۱۹۹۰        | حزب کارگر استرالیا              | ۱۱ مارس ۱۹۸۳    | ۲۰ دسامبر ۱۹۹۱  | Wills، ویکتوریا، 1980–1992 (استعفا داد) | 4th Hawke                      |              |        |
| ۲۴   | پل کیتینگ (۱۹۴۴–)         |             | حزب کارگر استرالیا              | ۲۰ دسامبر ۱۹۹۱  | ۱۱ مارس ۱۹۹۶    | Blaxland، نیو ساوت ولز، 1969–1996 (استعفا داد)                                                                                                   | —                              | 1st Keating  |        |
| ۲۴   | پل کیتینگ (۱۹۴۴–)         | ۱۹۹۳        | حزب کارگر استرالیا              | ۲۰ دسامبر ۱۹۹۱  | ۱۱ مارس ۱۹۹۶    | Blaxland، نیو ساوت ولز، 1969–1996 (استعفا داد)                                                                                                   | 2nd Keating                    |              |        |
| ۲۵   | جان هوارد (۱۹۳۹–)         |             | حزب لیبرال استرالیا (Coalition) | ۱۱ مارس ۱۹۹۶    | ۳ دسامبر ۲۰۰۷   | Bennelong، نیو ساوت ولز، 1974–انتخابات فدرال استرالیا (۲۰۰۷) (شکست خورد)                                                                         | ۱۹۹۶                           | 1st Howard   |        |
| ۲۵   | جان هوارد (۱۹۳۹–)         | ۱۹۹۸        | حزب لیبرال استرالیا (Coalition) | ۱۱ مارس ۱۹۹۶    | ۳ دسامبر ۲۰۰۷   | Bennelong، نیو ساوت ولز، 1974–انتخابات فدرال استرالیا (۲۰۰۷) (شکست خورد)                                                                         | 2nd Howard                     |              |        |
| ۲۵   | جان هوارد (۱۹۳۹–)         | ۲۰۰۱        | حزب لیبرال استرالیا (Coalition) | ۱۱ مارس ۱۹۹۶    | ۳ دسامبر ۲۰۰۷   | Bennelong، نیو ساوت ولز، 1974–انتخابات فدرال استرالیا (۲۰۰۷) (شکست خورد)                                                                         | 3rd Howard                     |              |        |
| ۲۵   | جان هوارد (۱۹۳۹–)         | ۲۰۰۴        | حزب لیبرال استرالیا (Coalition) | ۱۱ مارس ۱۹۹۶    | ۳ دسامبر ۲۰۰۷   | Bennelong، نیو ساوت ولز، 1974–انتخابات فدرال استرالیا (۲۰۰۷) (شکست خورد)                                                                         | 4th Howard                     |              |        |
| ۲۶   | کوین راد (۱۹۵۷–)          |             | حزب کارگر استرالیا              | ۳ دسامبر ۲۰۰۷   | ۲۴ ژوئن ۲۰۱۰    | Griffith، کوئینزلند، 1998–2013 (استعفا داد) | انتخابات فدرال استرالیا (۲۰۰۷) | 1st Rudd     |        |
| ۲۷   | جولیا گیلارد (۱۹۶۱–)      |             | حزب کارگر استرالیا              | ۲۴ ژوئن ۲۰۱۰    | ۲۷ ژوئن ۲۰۱۳    | Lalor، ویکتوریا، 1998–2013 (بازنشسته شد) | —                              | 1st Gillard  |        |
| ۲۷   | جولیا گیلارد (۱۹۶۱–)      | ۲۰۱۰        | حزب کارگر استرالیا              | ۲۴ ژوئن ۲۰۱۰    | ۲۷ ژوئن ۲۰۱۳    | Lalor، ویکتوریا، 1998–2013 (بازنشسته شد) | 2nd Gillard                    |              |        |
| (۲۶) | کوین راد (۱۹۵۷–)          |             | حزب کارگر استرالیا              | ۲۷ ژوئن ۲۰۱۳    | ۱۸ سپتامبر ۲۰۱۳ | Griffith، کوئینزلند، 1998–2013 (استعفا داد) | —                              | 2nd Rudd     |        |
| ۲۸   | تونی ابوت (۱۹۵۷–)         |             | حزب لیبرال استرالیا (Coalition) | ۱۸ سپتامبر ۲۰۱۳ | ۱۵ سپتامبر ۲۰۱۵ | Warringah، نیو ساوت ولز، since 1994 | ۲۰۱۳                           | Abbott       |        |
| ۲۹   | مالکوم ترنبول (۱۹۵۴–)     |             | حزب لیبرال استرالیا (Coalition) | ۱۵ سپتامبر ۲۰۱۵ | ۲۳ اوت ۲۰۱۸     | Wentworth، نیو ساوت ولز، since 2004 | —                              | 1st Turnbull |        |
| ۲۹   | مالکوم ترنبول (۱۹۵۴–)     | ۲۰۱۶        | حزب لیبرال استرالیا (Coalition) | ۱۵ سپتامبر ۲۰۱۵ | ۲۳ اوت ۲۰۱۸     | Wentworth، نیو ساوت ولز، since 2004 | 2nd Turnbull                   |              |        |
| ۲۹   | اسکات موریسون (۱۹۶۸-)     |             | حزب لیبرال استرالیا (Coalition) | ۲۴ اوت ۲۰۱۸     | تاکنون          | Wentworth، نیو ساوت ولز | —                              | Morrison     |        |